# امیلی رز (هنرپیشه زن)
اِمیلی رُز (انگلیسی: Emily Rose؛ زادهٔ ۲ فوریهٔ ۱۹۸۱) یک هنرپیشه اهل ایالات متحده آمریکا است. وی از سال ۲۰۰۶ میلادی تاکنون مشغول فعالیت بوده‌است. او بیشتر برای ایفای نقش شخصیت النا فیشر در مجموعه بازی‌های تحسین شدهٔ آنچارتد، و به عنوان بازیگر نقش اصلی در مجموعهٔ تلویزیونی پناهگاه (۲۰۱۵-۲۰۱۰) شناخته شده‌است.

## فیلم‌شناسی
از فیلم‌ها یا برنامه‌های تلویزیونی که وی در آن نقش داشته‌است می‌توان به آثار زیر اشاره کرد.
| سال       | عنوان                  | نقش                                                                      | یادداشت‌ها                       |
| --------- | ---------------------- | ------------------------------------------------------------------------ | ------------------------------- |
| ۲۰۰۷      | اسمیث                  | ورنا                                                                     | قسمت: "چهار"                    |
| ۲۰۰۷      | جان اهل سینسیناتی      | کس                                                                       | نقش اصلی (۱۰ قسمت)              |
| ۲۰۰۷–۲۰۰۸ | برادران و خواهران      | لینا برانیگون                                                            | شخصیت دوره‌ای (۱۰ قسمت)          |
| ۲۰۰۸      | جریکو                  | تریش مریک                                                                | شخصیت دوره‌ای (۵ قسمت)           |
| ۲۰۰۸      | پرونده سرد             | ننسی پترسون                                                              | قسمت: "Slipping"                |
| ۲۰۰۸      | بدون هیچ ردی           | آنیا سایمون‌سون                                                           | قسمت: "Satellites"              |
| ۲۰۰۸–۲۰۰۹ | ای‌آر                   | دکتر تریسی مارتین                                                        | شخصیت دوره‌ای (۱۱ قسمت)          |
| ۲۰۰۹      | Operating Instructions | دکتر ریچل اسکات                                                          | تله‌فیلم                         |
| ۲۰۰۹      | دو مرد و نصفی          | جنین                                                                     | قسمت: "Thank God for Scoliosis" |
| ۲۰۰۹      | میدان واشینگتون        | تری پورتر                                                                | تله‌فیلم                         |
| ۲۰۰۹      | نجواگر روح             | تینا کلارک                                                               | قسمت: "Devil's Bargain"         |
| ۲۰۱۰      | درمانگاه خصوصی         | الیشا                                                                    | قسمت: "Fear of Flying"          |
| ۲۰۱۰      | نقشه بی‌نقص             | لورن بیکر                                                                | تله‌فیلم                         |
| ۲۰۱۰–۲۰۱۵ | پناهگاه                | آدری پارکر / لوسی ریپلی / سارا ورنون / لکسی دوویت / ورونیکا / مارا / پیج | نقش اصلی                        |
| ۲۰۱۱      | نقشه بی‌نقص             | لورن بیکر                                                                | تله‌فیلم                         |
| ۲۰۱۲      | Harry's Law            | ناتالی                                                                   | قسمت: "Gorilla My Dreams"       |
| ۲۰۱۳      | The Thanksgiving House | مری راس                                                                  | تله‌فیلم (هالمارک)               |
| ۲۰۱۴      | گریس‌لند                | جسیکا فاستر                                                              | شخصیت دوره‌ای (۶ قسمت)           |
| ۲۰۱۶      | تابستان مرموز          | جانیس                                                                    | تله‌فیلم (هالمارک)               |
| ۲۰۱۷      | دختر برای فروش         | آنالیس اونیل                                                             | تله‌فیلم                         |
| ۲۰۱۷      | The Killing Pact       | هیلی                                                                     | تله‌فیلم                         |
| ۲۰۱۷      | ذهن‌های جنایتکار        | توری هافستات                                                             | قسمت: "Killer App"              |
| ۲۰۱۸      | Boyfriend's Deceit     | Annie Tatum                                                              | تله‌فیلم (لایف‌تایم)              |
| ۲۰۱۸      | Take Two               | امیلی اسپیر                                                              | قسمت: "One to the Heart"        |
| ۲۰۱۸      | ان‌سی‌آی‌اس               | جین / آنا جنلو                                                           | قسمت: «چرخ سوم»                 |
| ۲۰۱۹      | کارآگاهان خصوصی        | کسی لوئیس                                                                | قسمت: "The Grape Deception"     |
| ۲۰۱۹      | Matchmaker Christmas   | مگی                                                                      | تله‌فیلم (هالمارک)               |
| ۲۰۲۳      | شوالیه‌های گاتهام       | خانم هیز                                                                 | قسمت: «Dark Knight of the Soul» |

| سال  | عنوان                           | نقش       |
| ---- | ------------------------------- | --------- |
| ۲۰۰۷ | آنچارتد: اقبال دریک             | النا فیشر |
| ۲۰۰۹ | آنچارتد ۲: درمیان دزدان         | النا فیشر |
| ۲۰۱۱ | آنچارتد ۳: فریب دریک            | النا فیشر |
| ۲۰۱۶ | آنچارتد ۴: عاقبت یک دزد         | النا فیشر |
| ۲۰۱۷ | هورایزن زیرو داون: فروزن وایلدز | لائولای   |
| ۲۰۲۲ | خدای جنگ: رگناروک               | سیف       |